# Cubas de la Sagra
Cubas de la Sagra – miasto w Hiszpanii na południu wspólnoty autonomicznej Madryt, w comarce La Sagra. W mieście stoi kościół San Andrés Apóstol. 